# Helicopters
Helicopters – pierwsza płyta zespołu Porter Band, wydana w 1980 roku nakładem wytwórni Pronit.
Album nagrano w Studio Polskiego Radia w Opolu w dniach 10-13 grudnia 1979 r. Foto: Chris Saw. Projekt: Wojtek Mazurek / Disco Frisco. Do dziś jest ona uważana za podwaliny polskiego rocka lat 80. Na płycie znajdują się największe przeboje i najważniejsze utwory Porter Bandu.

## Lista utworów
Strona A
1. "Ain't Got My Music" – 3:44
2. "Northern Winds" – 4:22
3. "Helicopters" – 4:02
4. "Garage" – 3:04
5. "Refill" – 3:19

Strona B
1. "Life" – 5:40
2. "I'm Just a Singer" – 3:32
3. "Crazy, Crazy, Crazy" – 4:40
4. "Newyorkicity" – 4:01

Bonusy CD
1. "Freeze Everybody" – 2:50
2. "Brave Gun" – 3:16
3. "Fixin'" – 6:35
4. "Aggression" – 3:46

## Twórcy
- John Porter – gitara akustyczna, śpiew
- Aleksander Mrożek – gitara
- Kazimierz Cwynar – gitara basowa
- Leszek Chalimoniuk – perkusja

Słowa i muzyka – John Porter z wyjątkiem "Garage" i "Newyorkicity": 
- muzyka – Porter, Cwynar, Mrożek
- słowa – Porter
- aranżacja – Porter Band
- Realizator dźwięku: Władysław Gawroński
- Producent muzyczny: Edward Spyrka